# بارن‌فلیر
بارن‌فلیر (به هلندی: Barnflair) یک آبادی در هلند است که در فلاخت‌وده واقع شده‌است. بارن‌فلیر ۲۵۰ نفر جمعیت دارد.